# Свадебный марш (фильм)
«Свадебный марш» (англ. The Wedding March) — американский художественный фильм Эриха фон Штрогейма, автора сценария, режиссёра и исполнителя главной роли. Фильм создан на киностудии «Парамаунт» в 1928 году; включён в Национальный реестр фильмов.

## История создания
Работу над новым замыслом Эрих фон Штрогейм начал сразу после своего перехода из «Метро-Голдвин-Мейер» на «Парамаунт»; в апреле 1926 года он закончил сценарий объёмом в 154 страницы; однако известная версия фильма охватывает лишь первые 67: из-за большой протяжённости фильм был разделён на две части (из которых каждая, в свою очередь, также подверглась сокращению) — «Свадебный марш» и «Медовый месяц» (The Honeymoon), но вторая часть дилогии считается утерянной: копия фильма, сгоревшая во Франции в 1957 году, предположительно была единственной. В режиссёрском замысле название «Свадебный марш» относилось ко всей истории: в самом начале её герой Штрогейма обещал матери, что скоро она услышит свадебный марш, в финале — бравурная военная музыка становилась его «свадебным маршем», а церковная органная — «свадебным маршем» его возлюбленной.
Поскольку для самого Штрогейма многие требования продюсеров оказались неприемлемыми, фильмы сокращали другие режиссёры, в том числе Джозеф фон Штернберг. Уже в 50-х годах Штрогейму удалось частично восстановить первоначальную версию «Свадебного марша».
В фильме, который режиссёр посвятил «всем истинно любящим», воплотились отчасти реальные воспоминания о молодости в родной Вене, но в ещё большей степени — «мечты» Штрогейма, поскольку главный его герой, кавалерийский офицер и аристократ, — именно тот, кем Штрогейм, сочинивший свою биографию, хотел быть, но никогда не был.
Не любивший работать со «звёздами» (хотя многие актёры именно в его фильмах сыграли свои звёздные роли), Штрогейм в свой седьмой по счёту фильм пригласил в основном тех артистов, которых хорошо знал: с Сейзу Питтс он уже работал «Алчности», с Мод Джордж сотрудничал постоянно, начиная со второго своего фильма, «Отмычка дьявола» (1920), и только в «Алчности» для неё не нашлось подходящей роли; Чезаре Гравина снимался у Штрогейма и в «Глупых жёнах» (1922), и в «Карусели», и в «Алчности», а Дэйл Фуллер — во всех фильмах начиная «Глупых жён». Сам Штрогейм, преуспевший в ролях мелких и более крупных негодяев, как в чужих, так и в собственных ранних фильмах, впервые сыграл героя, который, при всей своей неоднозначности, этого звания не заслуживает.
В некоторых эпизодах фильма использован двухцветовой (красно-зелёный) процесс «Техниколор».

## Сюжет
Вена 1914 года. Принц Николас фон Вильделибе-Рауффенбург, или попросту Никки, отпрыск оскудевшего аристократического рода, поклонник хорошеньких женщин, не обходящий своим вниманием и горничных — всех, сколько их есть в доме, служит в императорском кавалерийском полку и постоянно находится в стеснённых обстоятельствах. Он в очередной раз проигрался в карты, просит помощи у отца, генерала, но любящий отец советует ему застрелиться. Или жениться на деньгах. Насмешливая мать советует Никки забыть о покере и страстных подружках. Или жениться на деньгах. Никки выбирает последний вариант и в обмен на обещание выгодно жениться в ближайшее время получает деньги.
Во время парада он замечает в толпе зрителей миловидную девушку, Митци Шраммель, дочь скрипача. Их долгий обмен взглядами, улыбками, жестами всё меньше походит на дежурный флирт, но внезапно лошадь под Никки, испугавшись салюта, бросается вперёд и сбивает Mитци. Девушку с серьёзными травмами отправляют в больницу. Свидетелем случившегося оказывается её жених — неотёсанный мясник Шани Эрбле, с которым Митци обручилась исключительно по воле матери (его отец владеет в пригороде Вены виноградником с небольшим рестораном, и для Митци он считается выгодной партией); в праведном гневе он набрасывается на незадачливого ухажёра, за что тут же арестовывается.
Никки навещает девушку в больнице, а затем находит в «Винограднике» Эрбле-старшего — ресторане под открытым небом, посреди сада, где Митци играет на арфе (а её отец — на скрипке); быть может, впервые в своей жизни влюбляется, — тем временем родители подыскивают ему невесту и останавливают свой выбор на дочери богатого промышленника Фортуната Швейсера, не очень красивой, хромой, но с приданым в 20 миллионов. Попытка Никки уклониться — на том основании, что он влюблён, — веселит родителей: в его годы пора уже знать, что брак — это одно, а любовь — совсем другое.
Шани Эрбле, выйдя из тюрьмы, узнаёт об отношениях своей невесты с принцем и, не без злорадства, приносит ей газету с сообщением о предстоящей свадьбе Никки. Но этот брак не возвращает мяснику невесту: Митци всё равно отказывает ему.
В день бракосочетания Эрбле приходит к церкви с намерением застрелить соперника; Митци, чтобы остановить мясника, обещает выйти за него замуж. Даже не подозревая о том, какую угрозу отвела от него девушка, Никки с молодой женой выходит из церкви, садится в карету и уезжает.
Так заканчивается первая часть дилогии.

### «Медовый месяц»
Никки и Сесилия проводят свой медовый месяц в Альпах, Митци выходит замуж за ненавистного мясника; никто из четверых не чувствует себя счастливым: умная, тонкая Сесилия мучительно любит мужа, но знает, что женился он ради денег; знает о его отношениях с Митци и видит, что воспоминания о брошенной девушке не оставляют его; Шани Эрбле, не в силах добиться взаимности от своей жены, вновь решает убить соперника, разрушившего его жизнь. Но не убивает, вместо этого тяжело ранит Сесилию.
Врач сообщает Никки, что у Сесилии повреждён позвоночник, и «успокаивает»: она проживёт ещё лет пятьдесят — если будет лежать неподвижно. Сесилия тоже догадывается о том, какая жизнь её ожидает; Митци навещает несчастливую соперницу и, чувствуя себя виноватой перед ней, просит Никки быть особенно внимательным к жене. Ночью в соседней со спальней Сесилии комнате Никки простодушно изливает свою боль сестре милосердия: «Пятьдесят лет — она состарится, и я состарюсь!» Это слышит Сесилия — и «освобождает» мужа.
Шани Эрбле в бегах, Митци возвращается к родителям, но конфликт с матерью вынуждает её покинуть дом, вместе с сочувствущим ей отцом. Овдовевший Никки тоже возвращается к родителям; ему кажется, что он успел полюбить Сесилию. «Ты сильно постарел», — отмечает мать и повергает сына в шок циничной констатацией: «Твой брак оказался исключительно выгодным!»

#### Продолжение у Штрогейма
Митци, покидая город, прощается с «Виноградником»; проходит около двух месяцев, в конце июля в «Виноградник» приходит Никки, — Митци нет, «райский сад» в запустении. Позже от старого Шраммеля он узнаёт, что Митци постриглась в монахини, и навещает её в монастыре. Но Митци покидать монастырь не хочет: она нашла своё место.
Наступает 28 июля, Франц Иосиф объявляет войну Сербии, и Никки добровольно отправляется в действующую армию. Парад перед отправкой на фронт — на той самой площади перед собором Св. Стефана, где впервые встретились Никки и Митци. В соборе юная монахиня в белых одеждах играет на органе — это Митци.
Эта часть сценария в фильм не вошла.

#### Финал «Медового месяца»
Сокращённый по воле руководства студии фильм заканчивался сценой в доме Вильделибе-Рауффенбургов: почтенное семейство обсуждало свои финансовые успехи (на вопрос матери о том, каким состоянием он теперь располагает, Никки отвечал: «Я ещё не изучил награбленное, матушка»); при этом сообщалось, что Шанни убит, а Митци ушла в монастырь.

## В ролях
| Актёр             | Роль                                             |
| ----------------- | ------------------------------------------------ |
| Эрих фон Штрогейм | принц Николас фон Вильделибе-Рауффенбург (Никки) |
| Фэй Рэй           | Митцерл Шраммель (Митци)                         |
| Мэттью Бетц       | мясник Шани Эрбле                                |
| Джордж Николс     | промышленник Фортунат Швейсер                    |
| Сейзу Питтс       | дочь Фортуната Сесилия Швейсер                   |
| Джордж Фосетт     | отец Никки, князь Оттокар                        |
| Мод Джордж        | мать Никки, княгиня Мария                        |
| Дэйл Фуллер       | мать Митци Катерина Шраммель                     |
| Чезаре Гравина    | отец Митци Мартин Шраммель                       |

## Съёмочная группа
- Эрих фон Штрогейм — режиссёр и автор сценария
- Харри Кар — автор сценария
- Рой Х. Клаффки — оператор
- Рей Реннахан — техниколор
- Джон Степан Замечник — композитор